# Ејми Рајан
Ејми Бет Дзјевионтковски (енгл. Amy Beth Dziewiontkowski; Њујорк, 30. новембар 1969), познатија као Ејми Рајан (енгл. Amy Ryan), америчка је глумица. Глумила је споредну улогу је у филму План за бег заједно са Кертис Џејмс Џексоном.